# Hadař spodnoústý
Hadař spodnoústý (Callechelys catostoma) je paprskoploutvá ryba z čeledi hadařovití (Ophichthidae).
Druh byl popsán roku 1877 ichtyologem Johannem Gottlobem Theaenusem Schneiderem a Johannem Reinholdem Forsterem.

## Popis a výskyt
Maximální délka ryby je 85 cm.
Tělo podlouhlé, zploštělé, štíhlé, krémové barvy s tmavě hnědým až černým pruhem podél hřbetu na každé straně, od hlavy po ocas.
Byla nalezena ve vodách Indo-Pacifiku: v rudém moři, od východní Afriky po Společenské ostrovy, severně od ostrovů Rjúkjú, jižně od ostrova Lorda Howa. Obývá mělké písčité oblasti.